# Шпантеков
Шпантеков (нем. Spantekow) — община в Германии, в земле Мекленбург-Передняя Померания.
Входит в состав района Восточная Передняя Померания. Подчиняется управлению Анклам-Ланд.  Население составляет 1113 человек (на 31 декабря 2010 года). Занимает площадь 36,47 км².
Коммуна подразделяется на 3 сельских округа.